# USS Raleigh (1776)
Pour les autres navires du même nom, voir USS Raleigh et HMS Raleigh.

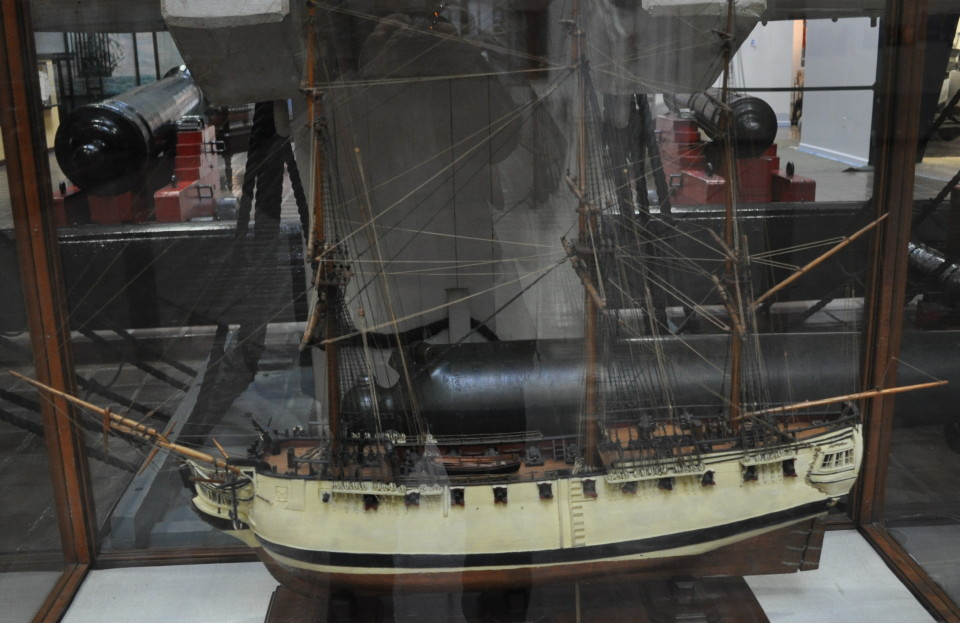
Maquette de l'USS Raleigh

L’USS Raleigh est un des treize navires qui sont choisis par le Continental Congress pour former la United States Navy en 1775. Après sa capture en 1778, elle est intégrée au sein de la Royal Navy sous le nom de HMS Raleigh.

## Carrière
Raleigh, est une frégate de 32 canons, autorisée par le Continental Congress le 13 décembre 1775. Construite par Messrs. James Hackett, Hill, et Paul sous la supervision de Thomas Thompson, la quille est posée le 21 mars 1776 au chantiers navals de John Langdon située aujourd'hui sur Badger's Island à Kittery, Maine. Elle est lancée le 21 mai 1776.
Avec une sculpture en pied de Sir Walter Raleigh comme figure de proue, le Raleigh prend la mer pour la première fois sous les ordres du capitaine Thomas Thompson le 12 août 1777. Peu de temps après, elle rejoint l'Alfred et met les voiles en direction de la France. Après trois jours, les navires américains capturent un schooner transportant de la fausse monnaie du Massachusetts. Brûlant le schooner et sa marchandise, à l'exception de spécimens, les frégates continuent leur traversée transatlantique. Le 2 septembre, ils capturent un brick britannique, le Nancy, et récupèrent à son bord le livre des signaux utilisés par le convoi auquel il appartenait. Lançant la chasse, les Américains se mettent en recherche du convoi le 4 septembre 1777.
Le Raleigh figure sur le sceau du New Hampshire.